# Transuranijski elementi
Transuranijski elementi ili transurani su kemijski elementi kojima je atomski broj veći od 92, to jest veći od atomskoga broja uranija. Nema ih u prirodi, s iznimkom nekoliko elemenata u vrlo malim količinama. Nastaju u nuklearnim reaktorima i pri nuklearnim eksplozijama, a mogu se proizvesti i u ubrzivačima čestica bombardiranjem atomskih jezgara elemenata snopom iona ubrzanih do velikih brzina. Primjerice, uranij-238 pogođen neutronom postaje uranij-239, koji beta-negativnim radioaktivnim raspadom prelazi u neptunij-239, a neptunij beta-negativnim radioaktivnim raspadom prelazi u plutonij-239:
{\displaystyle {}_{92}^{238}\mathrm {U} +{}_{0}^{1}\mathrm {n} \rightarrow {}_{92}^{239}\mathrm {U} }
{\displaystyle {}_{92}^{239}\mathrm {U} \rightarrow {}_{93}^{239}\mathrm {Ne} +{}_{-1}^{\,\,\,0}\mathrm {e} }
{\displaystyle {}_{93}^{239}\mathrm {Ne} \rightarrow {}_{94}^{239}\mathrm {Pu} +{}_{-1}^{\,\,\,0}\mathrm {e} }
Svi su transuranijski kemijski elementi radioaktivni a djelovanjem sporih neutrona podložni su nuklearnoj fisiji. Primjerice, plutonij-239 pogođen neutronom raspast će se na ksenon, cirkon i tri neutrona:
{\displaystyle {}_{94}^{239}\mathrm {Pt} +{}_{0}^{1}\mathrm {n} \rightarrow {}_{54}^{134}\mathrm {Xe} +{}_{40}^{103}\mathrm {Zr} +3\cdot {}_{0}^{1}\mathrm {n} }

## Popis transurana
Prvih 11 transuranijskih elemenata pripadaju skupini aktinoida; to su elementi s atomskim brojem 93 do 103: 
- neptunij (Np, atomski broj 93),
- plutonij (Pu, 94),
- americij (Am, 95),
- kirij (Cm, 96),
- berkelij (Bk, 97),
- kalifornij (Cf, 98),
- einsteinij (Es, 99),
- fermij (Fm, 100),
- mendelevij (Md, 101),
- nobelij (No, 102) i
- lawrencij (Lr, 103).

Ostali transuranijski elementi nazivaju se transaktinoidima ili superteškim elementima, a imena i kemijske simbole imaju: 
- rutherfordij (Rf, 104),
- dubnij (Db, 105),
- seaborgij (Sg, 106),
- bohrij (Bh, 107),
- hasij (Hs, 108),
- meitnerij (Mt, 109),
- darmštatij (Ds, 110),
- roentgenij (Rg, 111),
- kopernicij (Cn, 112),
- nihonij (Nh, 113),
- flerovij (Fl, 114),
- moskovij (Mc, 115),
- livermorij (Lv, 116),
- tenesin (Ts, 117) i
- oganeson (Og, 118).

## Djelovanje neutrona, prisilne nuklearne pretvorbe
Između neutrona i atomskih jezgri nema odbojne Coulombove sile, pa su te čestice vrlo prikladne za ispitivanje nuklearnih sila i jezgrenih reakcija. Poznato je da neutroni izlaze iz atomskih jezgri kad se laki elementi obasjavaju alfa-česticama. Kao izvor neutronskih zraka danas se mnogo upotrebljava smjesa radona i berilija. Radon emitira alfa-čestice s energijom od 5,3 MeV. One oslobađaju iz berilija neutrone s energijom od 10 MeV. Ti se neutroni zovu "brzi". Vrlo brzi neutroni mogu se proizvesti pri obasjavanju litija brzim deuteronima. Reakcija glasi:
{\displaystyle {}_{1}^{2}\mathrm {H} +{}_{3}^{7}\mathrm {Li} \rightarrow {}_{4}^{8}\mathrm {Be} +{}_{0}^{1}\mathrm {n} }
Energetski je ta reakcija vrlo povoljna jer berilij ima znatno veću energiju vezanja od litija i deuterona. Pri tom procesu oslobađa se energija od 25 MeV. Emitirani neutroni imaju toliku energiju povećanu još za kinetičku energiju deuterona.
Važno je da se ispituju djelovanja neutrona različitih brzina. Brzi neutroni mogu se usporiti tako da se puste kroz laki materijal, na primjer parafin ili vodu. Pri elastičnom srazu s jednako teškim jezgrama neutron izgubi priličan dio svoje energije. Nakon mnogih srazova neutron poprimi toplinsku energiju atoma s kojima se sukobljuje. Takvi usporeni neutroni zovu se toplinski ili termički. Na sobnoj temperaturi neutron ima energiju oko 0,04 eV. 
Rezultati o raspršenju brzih neutrona na atomskim jezgrama potvrđuju prijašnje rezultate. Ukupan broj raspršenih elektrona možemo zorno prikazati kao i pri raspršenju alfa-čestica, udarnim presjekom. Raspršenje brzih neutrona je takvo kao da atomske jezgre predstavljaju male zapreke s površinom R2∙π, R je polumjer atomske jezgre. Udarni presjeci reda su veličina 10-28 m2. To daje za promjer jezgre prihvatljivu veličinu od 10-14 m. Pokusima se opaža, da se udarni presjeci povećavaju prema teškim jezgrama. Oni rastu kao A2/3, što znači da polumjer jezgre raste s A1/3 u skladu s prijašnjim rezultatima.
Sasvim drugu sliku nalazimo za raspršenje sporih neutrona. Udarni presjek naglo raste kad se umanjuje brzina neutrona. Za male brzine udarni presjek može biti 1 000 puta veći od geometrijskog presjeka atomske jezgre. To nije u skladu s našim uobičajenim predodžbama. Te neobične pojave objasnila je tek valna mehanika. Osim toga, kod određenih brzina opaža se nagli porast udarnog presjeka. Ova mjesta rezonancije u uskoj su vezi s kvantnim skokovima atomskih jezgri u viša energetska stanja.
Pri elastičnom raspršenju neutrona ne mijenja se atomska jezgra, koja ih raspršuje. Zanimljivi su procesi kod kojih se vrše strukturne promjene jezgre. Razmotrit ćemo najvažnije tipove reakcija koje izazivaju neutroni. 
Prelazni član između elestičnog raspršenja i nuklearnih pretvorbi čini proces, kod kojeg jedan brzi neutron pogađa atomsku jezgru, a jedan znatno sporiji biva odaslan. Atomska jezgra zadržava pri tom razliku energije i ostaje u pobuđenom stanju. Pobuđena jezgra može tad izbaciti još jedan neutron. Takav proces našli su prvi W. Bothe i Wolfgang Gentner 1937. obasjavajući fosfor 15P31 neutronima kojih je energija veća od 10 MeV:
{\displaystyle {}_{13}^{31}\mathrm {P} +{}_{0}^{1}\mathrm {n} \rightarrow {}_{15}^{30}\mathrm {P} +{}_{0}^{1}\mathrm {n} +{}_{0}^{1}\mathrm {n} }
Vidjeli smo da su neutroni vezani energijom oko 8 MeV uz jezgru. Brzi neutron koji prodre u atomsku jezgru ostavlja upravo potrebnu energiju za emisiju još jednog drugog neutrona. To je samo jedan od mnogih primjera kako jezgrene reakcije neposredno potvrđuju naše predodžbe o energijama vezanja.
Pri obasjavanju neutronima vrlo često mogu biti emitirani protoni. Tako nastale atomske jezgre često su beta-aktivne i emisijom elektrona uspostavljaju prvobitnu strukturu. 
Vrlo često neutroni izazivaju pretvorbe jezgre kod kojih bivaju emitirane alfa-čestice. Taj proces je energetski vrlo povoljan i daje alfa-čestice sa znatno većom kinetičkom energijom od prvobitnog neutrona. Budući da alfa-čestice bivaju emitirane pri radioaktivnim procesima i pri bombardiranju atomskih jezgri, mogla bi se pojaviti misao da su one primarne, nesastavljene čestice. Tu pretpostavku obara proces kod kojeg jedan proton razbija atom litija 3Li7 na dvije alfa-čestice. Moglo bi se pretpostaviti da jedna alfa-čestica već postoji u litiju, no druga je tada načinjena s protonom. 
Puštajući spore neutrone na uranij, Fermi je 1937. proizveo niz radioaktivnih beta-raspadanja, koje je protumačio pretvorbom uranija u transuranije, to jest elemente s rednim brojem 93, 94 i tako dalje. Fermijevo tumačenje zapalo je u krizu kad su I. Curie-Joliot i P. Savić kemijskom analizom pokazali da je jedan radioaktivni produkt srodan s lantanom, što se protivilo položaju transuranija u periodnom sustavu. Potaknuti tim rezultatom, nalaze O. Hahn i F. Strassmann među navodnim transuranijima i barij, te početkom 1939. osmislili hipotezu o cijepanju uranijeve jezgre (nuklearna fisija). 
Pri obasjavanju sporim neutronima cijepa se rjeđi uranijev izotop-235 uz silno oslobađanje energije (oko 185 MeV) na približno dva jednaka dijela. Udarni presjek za taj proces iznosi oko 400∙10-28 m2. Vidjeli smo da kod teških elemenata višak neutrona raste. Prema tome raskinuti dijelovi imaju suviše neutrona i oni emitiraju elektrone, pretvarajući pritom svoje neutrone u protone. To su bila beta aktivna raspadanja, koja je Fermi pogrešno tumačio tvorbom transuranija. 
Dijelovi uranija lišavaju se neutrona ne samo beta-aktivnošću nego i direktno. Kako su našli Joliot, Halban i Kowarski 1939., a i naslutili Hahn i Strassmann, pri cijepanju uranija biva emitiran jedan od tri neutrona. Emitirani neutroni su brzi. Njihove energije dosežu oko 1 MeV.
Ovo otkriće ukazalo je konačno na mogućnost praktičnog iskorištenja energije atomske jezgre. Uranijeva jezgra-235, koja se cijepa sporim neutronom, stvara opet sama neutrone, koji mogu izazvati, kad se uspore, daljnja cijepanja. Ove lančane reakcije mogu se zbiti samo u dovoljno velikoj količini uranija, gdje brzi neutroni izvrše dosta srazova tako da se uspore. Kritična količina (kritična masa) uranijeva izotopa-235 iznosi nekoliko kilograma. 
Eksplozivni lančani proces ne može se proširiti u prirodnom uraniju jer tamo smeta glavni uranijev izotop-238. Odjeljivanje uranijevih izotopa vrlo je težak zadatak. 
Nove mogućnosti u iskorišćavanju atomske jezgre otvorila su nova otkrića o glavnom uranijevu izotopu. Prije svega opazilo se da se i on može cijepati, ali se za to moraju upotrijebiti brzi neutroni s energijom oko 1,5 MeV. Neutroni koji bivaju emitirani pri cijepanju uranija-235 nemaju dovoljno velike energije da izazovu cijepanje težeg izotopa. 
C. D. Anderson i Fermi opazili su 1939. da uranij-238 može apsorbirati spore neutrone s energijom od 25 eV. Udarni presjek za taj proces iznosi 1,2∙10-28 m2. Uranijeva jezgra koja je apsorbirala neutron, postaje beta-aktivna. Poslije vremena poluraspada od 23 minute raspada se na kemijski element s rednim brojem 93. Novi transuranij, nazvan neptunij Np, također je beta-aktivan i raspada se s vremenom poluraspada od 2,3 dana na transuranij s rednim brojem 94, koji je nazvan plutonij. Plutonij Pu je alfa-radioaktivan s vremenom poluraspada oko 25 000 godina. Njegovim raspadanjem nastaje uranijev izotop s atomskom težinom 235. Taj se proces može prikazati:
{\displaystyle {}_{92}^{238}\mathrm {U} +{}_{0}^{1}\mathrm {n} \rightarrow {}_{92}^{239}\mathrm {U} \rightarrow {}_{93}^{239}\mathrm {Np} \rightarrow {}_{94}^{239}\mathrm {Pu} \rightarrow {}_{92}^{235}\mathrm {U} +{}_{2}^{4}\mathrm {He} }
Za praktične primjene od golemog je značenja bilo otkriće, da spori neutroni cijepaju plutonij, kao i uranij-235. Time se pojavila mogućnost, da se plutonij upotrebi kao eksplozivan materijal. Što je najinteresantnije, stvaranje plutonija tehnički je mnogo jednostavniji problem nego odvajanje uranijevih izotopa. Proizvodnja plutonija vrši se u takozvanoj uranijevoj peći, gdje cijepanje lakšeg i rjeđeg izotopa u prirodnom uraniju služi, da se glavna uranijeva masa pretvori u plutonij. Nastali plutonij može se tada lako odvojiti kemijskim putem.
Cijepanje atomskih jezgara zapaženo je i kod protaktinija i torija. Uopće, sve atomske jezgre teže od torijeve mogu se cijepati. Mogućnost cijepanja proizlazi iz energije vezanja. Vidjeli smo, da se prosječna energija spajanja po čestici počinje umanjivati od mangana prema težim jezgrama. Dvije atomske jezgre koje imaju polovinu mase uranija, predstavljaju stanje niže energije. Teške atomske jezgre rasprsnu se na približno dva jednaka komada uz silno oslobađanje energije.
Cijepanje atomskih jezgri možemo lijepo prikazati modelom kapljice. Kad atomska jezgra apsorbira neutron, ona dolazi u energetski više, pobuđeno stanje. Kapljica zatitra. Titraji uzduž jedne osi mogu postati tako snažni da se kapljica rasprsne na dva dijela. Na osnovu tog modela obradio je teorijski cijepanje jezgre ruski fizičar J. I. Frenkel.